# Paradise (Guyana)
Pour les articles homonymes, voir Paradise.
Paradise est une ville située dans le Demerara-Mahaica, dont elle est la capitale, au Guyana. 
Sa population en 2005 est de 3785 habitants ce qui faisait de Paradise la dixième ville la plus peuplée du pays.